# 6. Buch Esra
Das 6. Buch Esra (auch: VI. Esra; Abkürzung: 6Esr) ist wie das 5. Buch Esra eine christliche Erweiterung des vierten Buches Esra. Es stammt aus dem 2. Jahrhundert n. Chr. und ist nur erhalten in der lateinischen Bibel, nicht aber in den orientalischen Bibelübersetzungen. Das 6. Buch Esra besteht aus zwei Kapiteln und versteht sich als Weiterführung zum 4. Buch Esra.
Im 6. Buch ist Esra nicht direkt erwähnt. Der erste Teil (1,1–13) richtet sich an die sündhafte Welt, die Gottes Volk besonders in Ägypten verfolgt. Der zweite (1,14–19) bedroht die ganze Welt wegen ihres Übermuts mit Strafen. Der dritte Teil (1,22–27) kündigt den abgefallenen Juden Strafen. Das vierte Stück (1,28–45) berichtet von Kämpfen der Araber und Karmanier, von furchtbarem Blutbad und gräulicher Verwüstung und der Zerstörung Babylons. Das fünfte Stück (1,46–63) bedroht Asien mit schweren Plagen wegen der Auserwählten Gottes. Der sechste Abschnitt (2,1–35) droht Babylon, das hier noch nicht zerstört ist, mit Asien, Ägypten und Syrien Verwüstung an. Der siebte Teil (2,36–78) droht verschiedenen Personengruppen ein Gericht an, empfiehlt Demut (2,54) und offenes Sündenbekenntnis (2,64) und ermutigt die Gläubigen für die kommende Verfolgung.